# Cantón de Celles-sur-Belle
El cantón de Celles-sur-Belle es una división administrativa francesa, situada en el departamento de Deux-Sèvres y la región de Poitou-Charentes.

## Geografía
El cantón está organizado alrededor de Celles-sur-Belle dentro del Distrito de Niort. Su altura media es de 11 m yendo de los 44 de Mougon a los 187 de Beaussais.

## Composición
El cantón lo componen un grupo de 10 comunas y cuenta con 10 604 habitantes (población legal en 2006).
- Aigonnay
- Beaussais
- Celles-sur-Belle
- Fressines
- Mougon
- Prailles
- Sainte-Blandine
- Saint-Médard
- Thorigné
- Vitré

- Datos: Q974379